# KROQ
Koordinaten: 34° 11′ 47″ N, 118° 15′ 33″ W
KROQ (gesprochen „kej-rock“) ist ein nordamerikanischer alternativer Radiosender mit Sitz in Los Angeles. In Kalifornien sendet er auf der Frequenz 106,7 MHz. Seit Februar 2010 ist der Sender nicht mehr weltweit empfangbar über Internet, sondern nur in den Vereinigten Staaten.

## Geschichte
KROQ existiert seit 1972. 1986 übernahm die Infinity Broadcasting Corporation, heute CBS Radio, den Sender.

## Bedeutung
KROQ ist trotz seines eingeschränkten Sendegebiets Musikfans weltweit ein Begriff. Die Gründe hierfür sind zum einen, dass der Sender als einer der Entdecker von Bands wie Nirvana, Bush oder Social Distortion gilt; zum anderen eine Reihe weiterer Veranstaltungen wie die hochkarätig besetzten, seit 1990 jährlich durchgeführten KROQ Acoustic Christmas-Touren, die nicht minder hochkarätig besetzten, seit 1993 jährlich durchgeführten KROQ Weenie Roast-Touren, und die Herausgabe verschiedener Compilations sowie der Morrissey-Single At KROQ (1991).